# Durabilité d'un produit
Pour les articles homonymes, voir durabilité (homonymie).

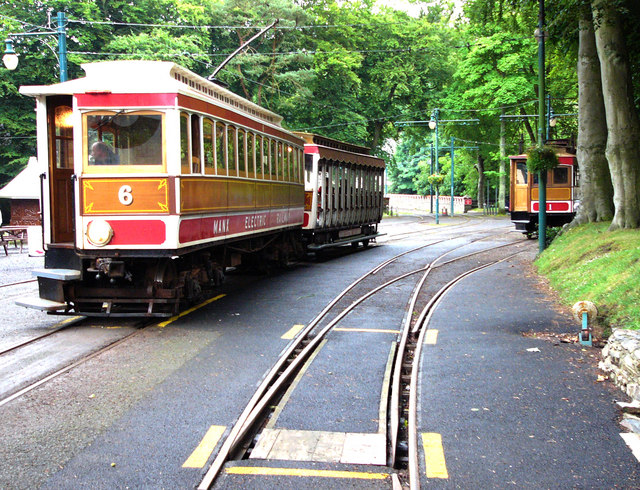
Tramcar de la compagnie Manx Electric Tramway. La durabilité de ces tramcars est telle que certains datent de la fondation de la compagnie en 1893.

La durabilité d'un produit physique est sa capacité à rester fonctionnel, sans nécessiter de maintenance ou de réparation excessive, lorsqu'il est confronté aux défis d'un fonctionnement normal au cours de sa vie nominale (en). Il existe plusieurs mesures de durabilité en cours d'utilisation, y compris la durée de vie, la durée d'utilisation et le nombre de cycles opérationnels. En économie, les biens à longue durée de vie sont appelés biens durables.

## Exigences pour la durabilité
La durabilité du produit est conditionnée par une bonne réparabilité et régénérabilité (en) en conjonction avec la maintenance. Tout produit durable doit être capable de s'adapter aux évolutions techniques, technologiques et de conception. Cela doit s'accompagner d'une volonté de la part des consommateurs de renoncer à avoir la toute dernière version d'un produit.
La durabilité en tant que caractéristique relative à la qualité des produits pouvant être exigée par les consommateurs n'a pas été clairement établie au Royaume-Uni jusqu'à une modification de la Sale of Goods Act de 1979 relative aux normes de qualité des produits fournis en 1994.

## Durée de vie des produits et consommation durable
La durée de vie des biens ménagers est un facteur important de consommation durable. Une durée de vie plus longue des produits peut contribuer à l'éco-efficacité et à la suffisance, ralentissant ainsi la consommation afin de progresser vers un niveau de consommation durable. Cooper (2005) a proposé un modèle pour démontrer le rôle crucial de la durée de vie des produits dans la production et la consommation durables.

## Types
La durabilité peut englober plusieurs propriétés physiques spécifiques des produits conçus, notamment :
- dégradation d'un polymère ;
- résistance à la poussière ;
- résistance à la fatigue ;
- résistance au feu ;
- durcissement par rayonnement ;
- résistance thermique ;
- résistance à la pourriture ;
- protection contre la rouille (en) ;
- ténacité ;
- imperméabilisation.